# بيلي بونز

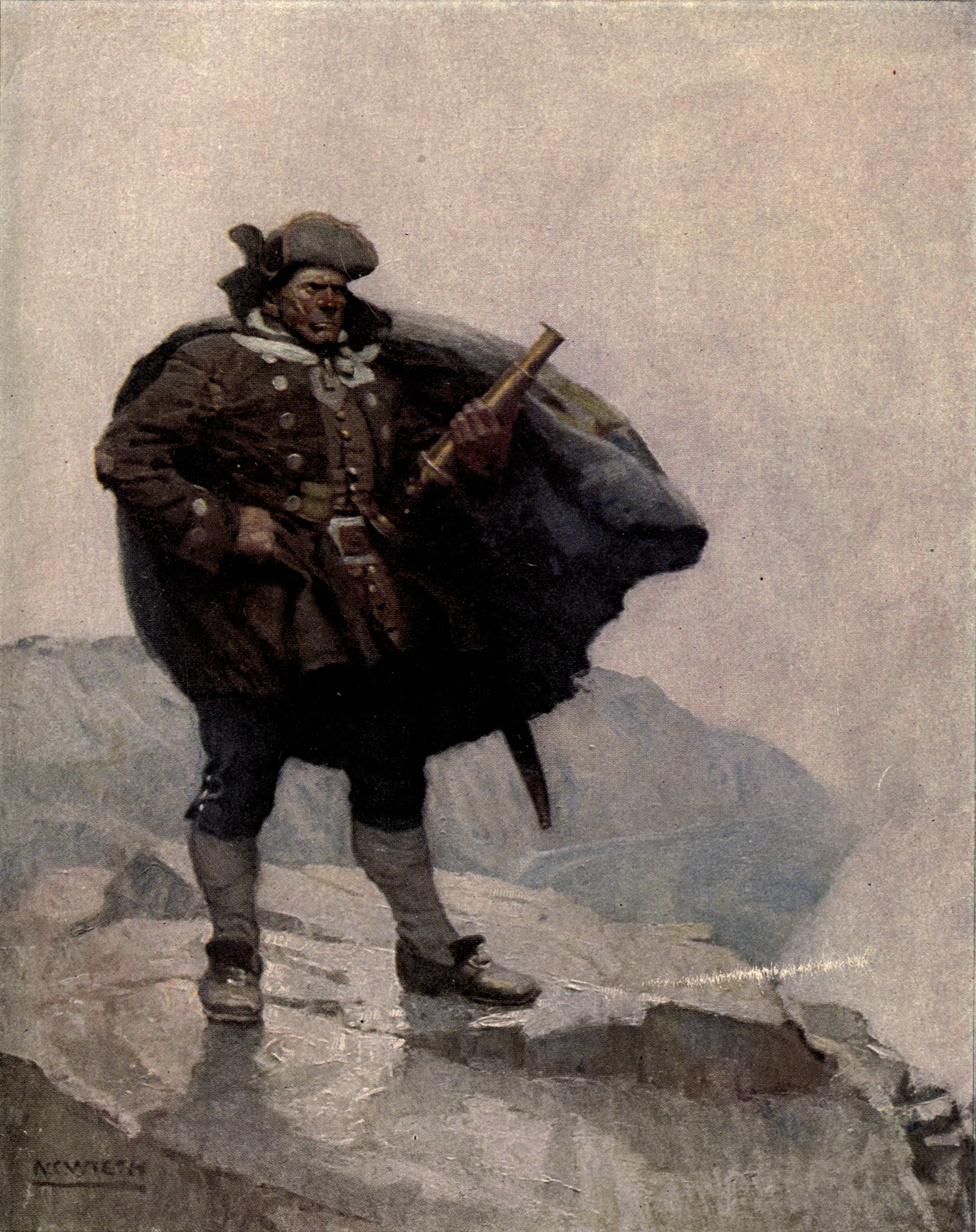
رسم توضيحي بفرشاة نويل كونفرز وايث لطبعة 1911.

بيلي بونز أو القبطان ويليام بونز هو قرصان خيالي في الجزء الأول من رواية جزيرة الكنز للكاتب الإسكتلندي روبرت لويس ستيفنسون.
يظهر بيلي بونز في بداية القصة بصندوق بحري يبحث عن نزل يطل على البحر ويأتيه القليل من الناس، فيقرر الإقامة في نزل الأميرال بنبو الذي يلائم متطلباته حيث يطلب أن ينادى ب«القبطان». يقيم بيلي بونز هناك لعدة أشهر يدفع في كل واحد منها أربع بنسات لجيم هوكنز مقابل أن ينبهه هذا الأخير في حال رأى «بحارا بساق واحدة». يقضي القبطان معظم نهاره يمشي قرب الأجراف ويراقب البحر.
كونه معتادا على السكر، يزرع بيلي بونز الرعب في قلوب زبناء النزل بشتائمه وغنائه وتنمره، ومع ذلك يحظى بإعجاب السكان المحليين الذين يعتبرونه «حقا ملاحا خبيرا». خلال فصل الشتاء، يقوم بزيارته رجل ذو مظهر شرير تنقص يده اصبعين، يدعى الكلب الأسود. يدور بين الاثنين جدال صاخب يؤدي إلى نشوب قتال بالسيوف بينهما ينتهي بفرار الكلب الأسود الجريح ومعاناة القبطان سكتة دماغية.
يزور المريضَ الدكتور ليفزي الذي ينقذ حياته ويحذره من شرب المزيد من الرم لأنه لو فعل ذلك فسيقضي على حياته. تتسبب السكتة الدماغية والصدمة من زيارة الكلب الأسود في إضعاف بيلي بونز، ويُرى ذلك بوضوح حيث يسمعه جيم مرة يردد أنشودة حب، متذكرا أيام شبابه البريئة. كما يعترف لجيم أنه أبحر ذات مرة مع القبطان فلينت، ذاك القرصان الشهير، بكونه نائب قبطان على سفينته.
بعد بضعة أيام، يصل قرصان ضرير يدعى بيو إلى النزل، فيذعر القبطان من رؤيته. يسلمه بيو «اللطخة السوداء» ويرحل. فيعاني بيلي بونز على الفور سكتة دماغية ثانية ويموت منها. لقد كان بحوزة بونز خريطة فلينت التي تظهر المكان المحدد لكنز مدفون على جزيرة نائية، خريطة يجدها جيم أثناء بحثه في الصندوق البحري الخاص بالراحل. وكان هذا الأخير قد تسلمها من القبطان فلينت حين كان على فراش موته.